# Valentin Smirnitski
Pour les articles homonymes, voir Smirnitski.
Valentin Gueorguievitch Smirnitski (russe : Валентин Георгиевич Смирнитский), né le 10 juin 1944, est un acteur soviétique puis russe. Il est distingué artiste émérite de la république socialiste fédérative soviétique de Russie en 1991 et artiste du peuple de la fédération de Russie en 2005.

## Biographie
Smirnitski est diplômé de l'Institut d'art dramatique Boris Chtchoukine du Théâtre Vakhtangov, et commence sa carrière au Théâtre du Lenkom dirigé alors par Anatoli Efros, dans l'adaptation de La Mouette d'Anton Tchekhov. En 1967, Anatoli Efros est destitué de sa fonction et engagé en qualité de simple metteur en scène par le Théâtre sur Malaïa Bronnaïa. Une douzaine d'acteurs qui lui restent fidèles partent avec lui. Smirnitski est parmi eux. Il reste dans ce théâtre jusqu'en 1999, puis, travaille au Théâtre de la Lune fondé en 1992 par Sergueï Prokhanov. Depuis 2004, il ne fait plus partie d'aucune troupe, mais participe aux entreprises du spectacle avec contrat indépendant.
Sa carrière cinématographique a commencé lorsqu'il était encore étudiant, dans un épisode du film Je m'balade dans Moscou en 1963. Le pic de sa popularité tombe entre 1960 et 1970. Il se distingue particulièrement avec le rôle de Porthos dans le film musical de Gueorgui Jungwald-Khilkevitch D'Artagnan et les Trois Mousquetaires en 1978. Il va incarner de nouveau ce personnage à la fin des années 1990 et pour la dernière fois en 2007. Dans les années 2000, Smirnitski tourne principalement dans les séries télévisées et travaille au doublage des films. Il prête également sa voix aux personnages des dessins animés.

## Filmographie
- 1963 : Je m'balade dans Moscou de Gueorgui Danielia
- 1966 : Adjudant de son Excellence (Адъютант его превосходительства) d'Evgueni Tachkov : capitaine Rostovtsev
- 1968 : Goal! Goal! Another Goal! de Viktor Sadovski (ru) : Tamantsev, joueur de foot
- 1968 : Le Glaive et le Bouclier (Щит и меч) de Vladimir Basov
- 1970 : Une journée tranquille à la fin de la guerre de Nikita Mikhalkov : soldat allemand
- 1978 : D'Artagnan et les Trois Mousquetaires de Gueorgui Jungwald-Khilkevitch
- 1987 : Les Rendez-vous du minotaure de Eldor Urazbaev
- 2004 : L'Orchestre rouge d'Alexandre Aravine, série télévisée : Schaft
- 2005 : Le Maître et Marguerite de Vladimir Bortko
- 2007 : Papiny Dochki (Папины дочки) série télévisée d'Alexandre Rodnianski
- 2013 : Le Légendaire n°17 (Легенда № 17) de Nikolaï Lebedev : président du comité sportif de l'URSS

## Doublage

### Fictions
- 1973 : L'Emmerdeur
- 1997 : L'Associé du diable : Eddie Barzoon
- 1997 : Le Cinquième Élément : Général Munro
- 1997 : Anaconda, le prédateur : Paul Sarone
- 1998 : L'Homme au masque de fer : Porthos
- 1998 : The Big Lebowski Jeffrey Lebowski
- 1999 : Sleepy Hollow : le révérend Steenwick
- 2000 : Gladiator : Marc Aurèle
- 2000 : Un couple presque parfait : Vernon
- 2001 : Down House : Ivolguine
- 2003 : Fanfan la Tulipe
- 2004 : Troie : Nestor

### Dessins animés
- 1978-1979 : Bolek et Lolek : plusieurs personnages
- 1989-1990 : Beetlejuice : Beetlejuice
- 1992 : Tom et Jerry : Tom
- 1994 : Aladdin : The Sand Monster
- 1996 : Woody Woodpecker : plusieurs personnages
- 1996 : Albert le cinquième mousquetaire
- 1998-2001 : Michat-Michien : Chat